# Бобрик (приток Сулы)
Бобрик (укр. Бобрик) — левый приток реки Сула, протекающий по Роменскому району Сумской области Украины.

## География
Длина — 13 км. Площадь водосборного бассейна — 113 км².
Река течёт с юга на север. Берёт начало юго-восточнее села Акимовичи (Роменский район). Впадает в реку Сула непосредственно западнее села Бобрик (Роменский район).
Русло слаборазвитое. Река в верхнем течении летом пересыхает. На реке есть несколько прудов. В нижнем течении реки пойма заболоченная с тростниковой и луговой растительностью.

## Притоки
левые правые нет крупных.

## Населённые пункты
Населённые пункты на реке (от истока до устья):
1. Акимовичи
2. Лукашово
3. Бобрик